# Smiljan Radic

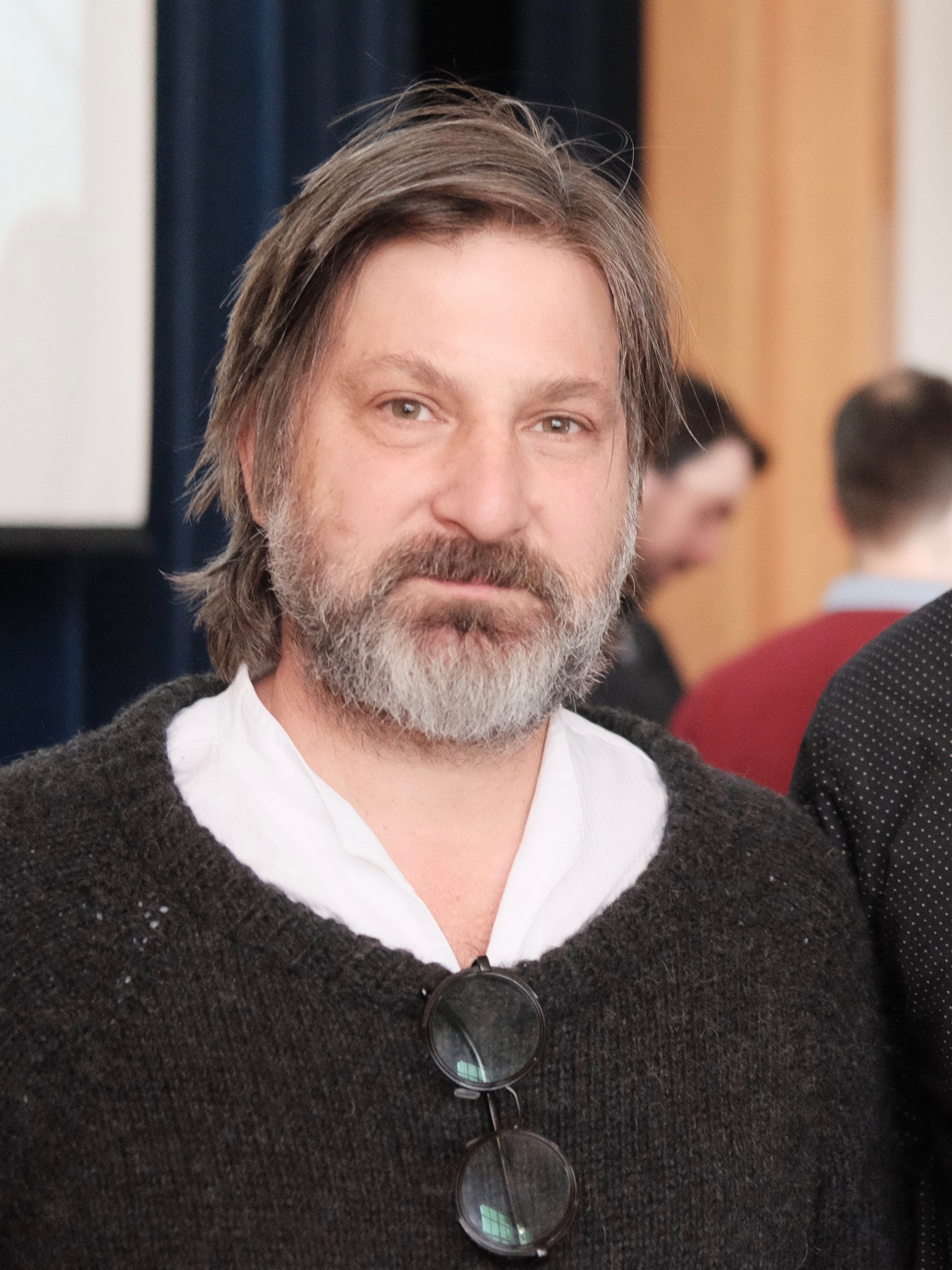
Smiljan Radic

Smiljan Radic (* 21. Juni 1965 in Santiago de Chile) ist ein chilenischer Architekt.

## Leben
Radic schloss sein Architekturstudium an der Pontificia Universidad Católica de Chile in Santiago de Chile im Jahr 1989 ab. Daran schlossen sich in den Jahren von 1990 bis 1992 Studien im Fach Ästhetik am venezianischen Istituto Universitario di Architettura de Venezia an. Im Jahr 1994 gewann er in Heraklion auf Kreta den internationalen Wettbewerb Platia Eleftería. Im gleichen Jahr machte er sich mit Nicolas Skutelis und Flavio Zanon mit einem Büro für Planungen und Bauen selbständig.
Seit 2000 ist er  durch seine Planungen und ausgeführten Bauten sowohl in Chile als auch international bekannt geworden. Im Jahr 2007 war er Gastprofessor im University of Texas System. Er lebt und arbeitet heute in Santiago de Chile.

## Planungen
- 2000: Wettbewerb für ein Wohnviertel in Concepción (Chile).
- 2012: Wettbewerb für ein Regionaltheater im Tal des Río Bío-Bío im Süden Chiles.

## Ausgeführte Projekte

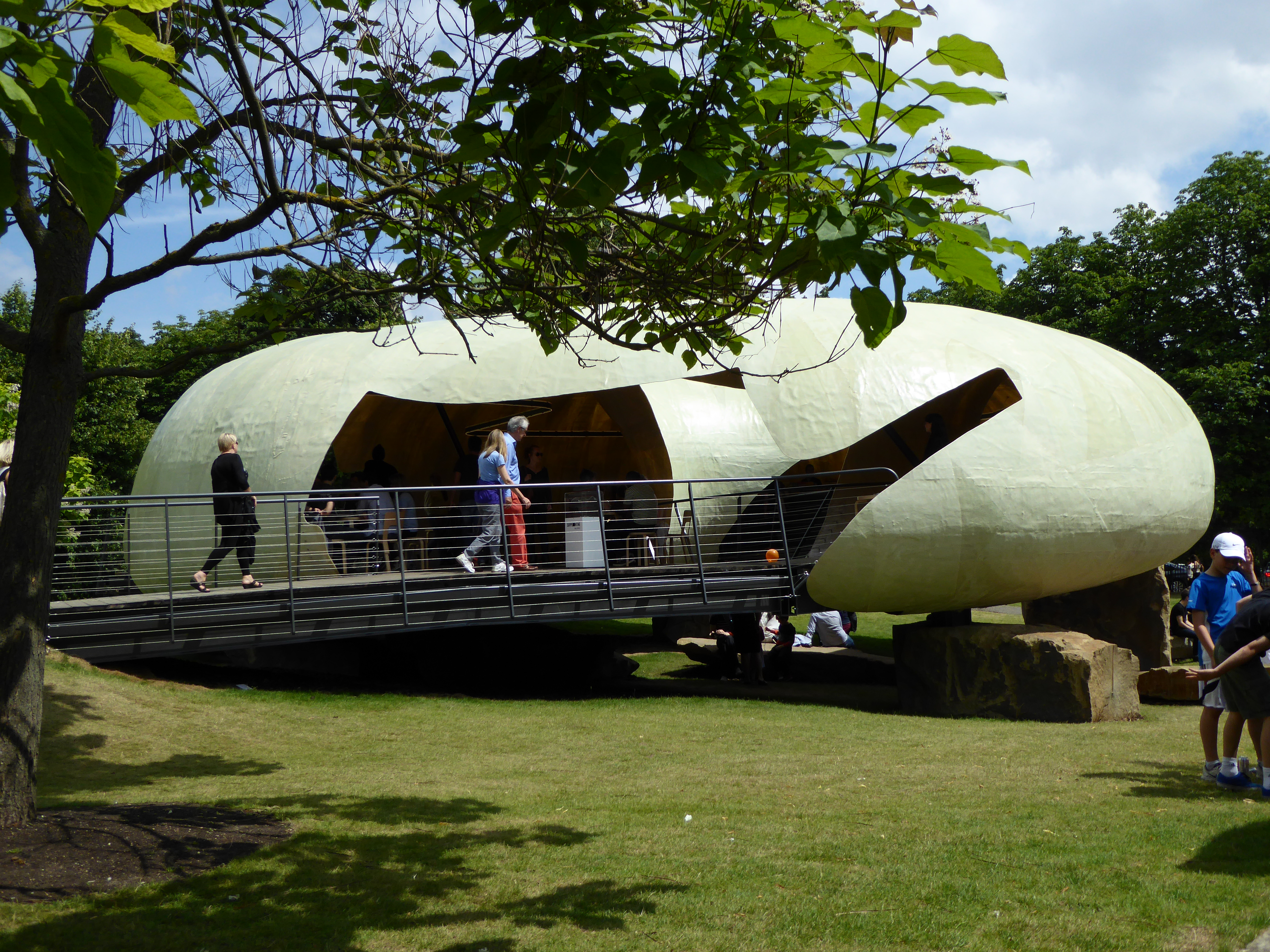
Serpentine-Gallery-Pavillon, London, 2014

- 1992–97: The Room (La Habitación) in Queilen, Chile
- 2003–06: Casa Pite in Papudo, Chile
- 2005: Casa de cobre 2 in Talca, Chile
- 2006: Casa chilena 1 und 2, Rancagua, Chile
- 2007: Restaurant Mestizo, Santiago de Chile
- 2013: Projekt BUS:STOP in Krumbach (Vorarlberg), Österreich[1]
- 2014: Erweiterung des Museo Chileno de Arte Precolombino, Santiago de Chile
- 2014: Serpentine-Gallery-Pavillon, London
- 2015: Nave, Um- und Ausbau eines alten Stadthauses aus dem 19. Jahrhundert zu einem Tanz- und Theaterzentrum, Yungay, Santiago de Chile
- bis 2017, mit anderen: Funkturm auf dem San Cristobal-Hügel in Santiago de Chile

## Auszeichnungen
- 2001: Auszeichnung des Colegio de Arquitectos de Chile für sein Projekt Wohnviertel Concepción, Chile 2000.